# Jaguapitã
Jaguapitã är en kommun i Brasilien.   Den ligger i delstaten Paraná, i den södra delen av landet, 900 km söder om huvudstaden Brasília. Antalet invånare är 12 256.
Omgivningarna runt Jaguapitã är en mosaik av jordbruksmark och naturlig växtlighet. Runt Jaguapitã är det ganska glesbefolkat, med 21 invånare per kvadratkilometer.